# Seifen (Windeck)
Seifen war ein Ortsteil der Gemeinde Windeck im Rhein-Sieg-Kreis. Es bildet heute einen Teil von Rosbach.

## Lage
Seifen liegt im Siegtal am nördlichen Ufer. Ehemalige Nachbarorte waren Wardenbach im Osten, Rosbach selbst im Süden und Hof im Norden.

## Geschichte
Seifen gehörte zum Kirchspiel Rosbach und zeitweise zur Bürgermeisterei Dattenfeld.
1830 wurde der Hof Seifen genannt.
1845 hatte der Weiler 15 evangelische Einwohner in drei Häusern. 1888 gab es 23 Bewohner in sechs Häusern.
1911 wurde Seifen Rosbach angegliedert.